# Le Royaume (émission de télévision)
Pour les articles homonymes, voir Le Royaume.
Le Royaume est une émission de télé-réalité française présentée par Guillaume Zublena et diffusée sur TF1 les 18 février 2006 et 25 février 2006.

## Principe
L'émission s'inspire d'un univers médiéval dans lequel cohabitent quatorze candidats répartis en deux groupes : le Roi et sa cour se prélassant dans le confort d'un château et l'abondance, et ses sujets, vivant dans une cabane vétuste et privés de liberté. Le Roi a toute puissance sur les actions de ses sujets et peut décider de les punir à tout moment. Cependant, le pouvoir peut vite vaciller et un sujet peut devenir roi en remportant des épreuves nécessitant force, adresse ou habileté[source insuffisante].
À chaque « Épreuve du Trône », la couronne est remise en jeu, celui qui remporte l'épreuve prenant ou conservant la couronne et formant alors sa Cour de trois seigneurs. Interviennent également comme autres épreuves :
- la « Mission » durant laquelle les sujets doivent accomplir une tâche ordonnée par le Souverain ;
- le « Duel », épreuve entre un membre de la Cour et un sujet, avec à l'issue l'élimination d'un des deux candidats

Ensuite est recommencé le circuit « Épreuve du Trône » / « Mission » / « Duel », avec des évènements et autres surprises au fil des épisodes.

## Audiences
Le premier épisode diffusé le 18 février (épisodes 1 et 2) a été suivi par 4 403 200 téléspectateurs (19,6 % de PDM) tandis que le suivant du 25 février (épisodes 3 et 4) a réuni autour de 3 130 000 téléspectateurs (15,8 % de PDM) soit, environ, 1,27 million de spectateurs en moins, se plaçant à la quatrième place des parts d'audience. En raison de ces mauvaises audiences, jugées insuffisantes, TF1 a donc décidé de déprogrammer l'émission, qui devait pourtant être diffusée pendant cinq semaines à travers 10 épisodes,,. L'émission est remplacée par Les Experts : Manhattan.

## Candidats
Ils sont au nombre de 14 : 
- Mohammed (vainqueur)[5]
- Maxx - ladymaxx (finaliste)
- Audrey (demi-finaliste)
- Franck (demi-finaliste)
- Antoine
- Matthieu
- Benoît
- Frédérique (actrice[6])
- Évelyne
- Vanessa
- Barbara (éliminée au Duel contre Audrey)
- Claude (éliminé au dé par la reine Frédérique)
- Frédéric (abandon, remplacé par Cyril)
- Aurélie (abandon, remplacée par Justine)
- Odile (éliminée au Duel lors de l'épreuve de la roue contre Évelyne)
- Cyril (abandon, remplacé par Matthieu)
- Justine (éliminée au dé par le roi Antoine)

Puisque quatre épisodes ont été diffusés, TF1 a dû faire remporter les 100 000 € de récompense à Mohammed, le gagnant de l'émission.

## Lieu de tournage

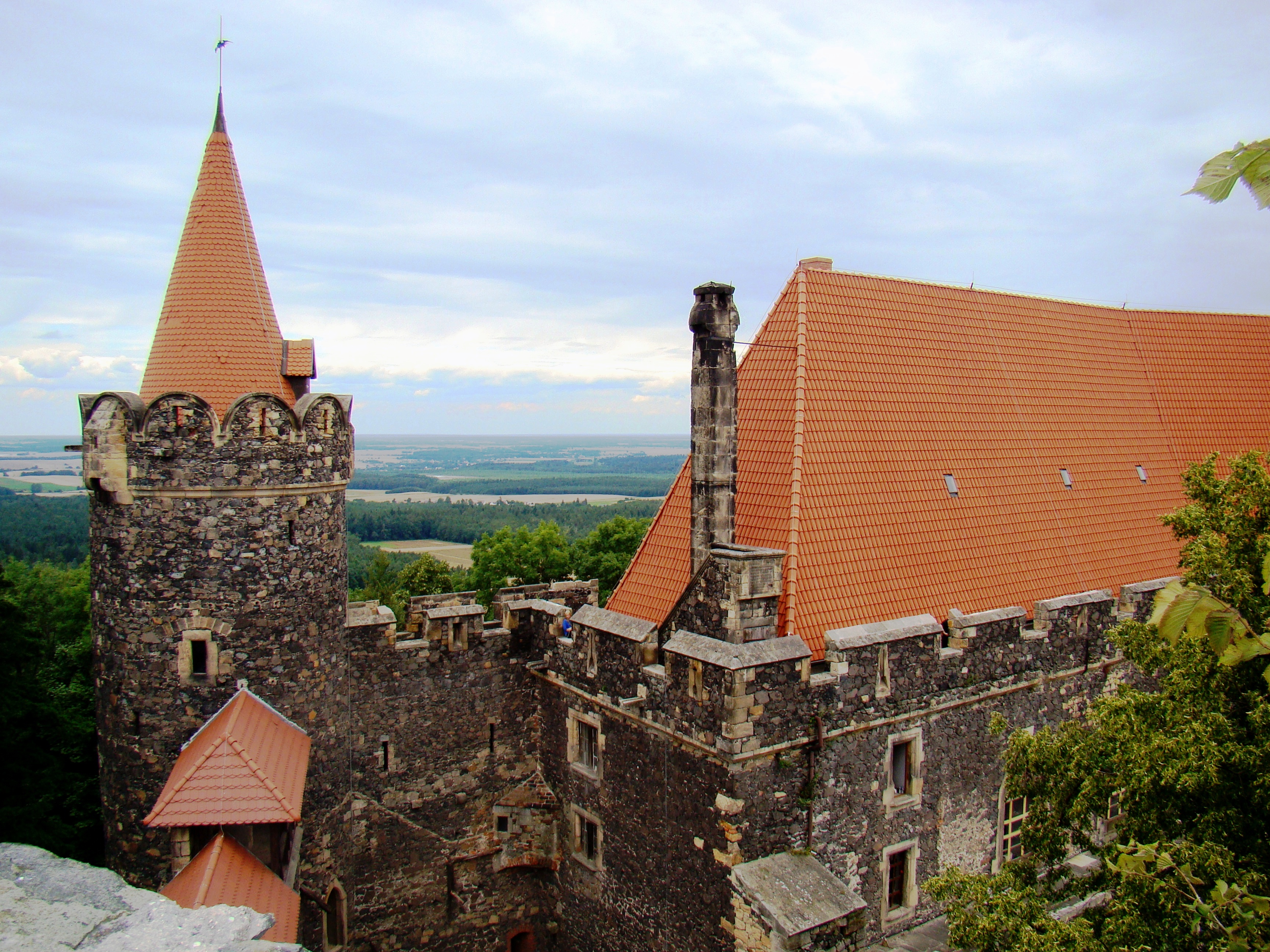
Le château Grodziec en Pologne où le jeu a été tourné.

Situé en Pologne sur la commune de Zagrodno (Basse-Silésie), le château Grodziec a servi de décor au tournage de l'émission.